# Alvin and the Chipmunks: The Road Chip
Alvin and the Chipmunks: The Road Chip (prt: Alvin e os Esquilos: A Grande Aventura; bra: Alvin e os Esquilos: Na Estrada) é um filme de comédia canado-estado-unidense realizado por Walt Becker e escrito por Randi Mayem Singer e Adam Sztykiel. 
O filme baseado nos personagens de mesmo nome criados por Ross Bagdasarian Sr. .O filme  é a quarta parcela da série de filmes live-action Alvin e os Esquilos (Alvin and the Chipmunks no original), após o filme Alvin e os Esquilos 3. 
Foi protagonizado por Jason Lee, Tony Hale, Kimberly Williams-Paisley, Josh Green, Bella Thorne, Justin Long, Matthew Gray Gubler, Jesse McCartney, Kaley Cuoco, Anna Faris e Christina Applegate. Estreou-se nos Estados Unidos em 18 de dezembro de 2015 pela 20th Century Fox. No Brasil o filme foi lançado em 24 de dezembro de 2015 pela Fox Film do Brasil e em Portugal o filme foi lançado a 4 de fevereiro de 2016 pela Big Picture Films.

## Enredo
Alvin, os esquilos e as esquiletes estão em casa mandando um "feliz aniversário" para Dave (Jason Lee) enquanto eles estão preparando uma grande festa com vários convidados, onde ocorrem muitas coisas, Dave descobre e acaba com a festa. Dave compra uma aliança e diz que vai para Miami, os esquilos acham que ele irá pedir sua namorada Samantha (Kimberly Williams-Paisley) em casamento e despejá-los. Durante uma visita a um parque, Dave e os esquilos conhecem o filho de Samantha, Miles (Josh Green), Miles aprontava com os esquilos quando Dave e Samantha não estavam. Eles voltam pra casa e Dave diz que já está indo para Miami e que deixará Miles cuidando deles. Alvin conta a Miles que Dave pedirá a sua mãe em casamento e pede que todos vão para Miami. Alvin coloca outros esquilos no lugar deles para fingir que está "tudo bem" e vão ao aeroporto, chegando lá, descobrem que há apenas uma passagem, Miles esconde Alvin na bagagem, Simon em seu corpo e Theodore vai com os animais, passaram por problemas ao embarcar, mas conseguiram. Já no avião, mais confusões! Alvin se mete em encrenca e Theodore solta os animais, o avião vira uma bagunça e é forçado a pousar. 
No escritório do agente aéreo James Suggs, Miles e os esquilos iriam ser punidos, quando James sai, eles fogem em um táxi, eles param em uma cidadezinha e começam a tocar música para ganhar dinheiro e conseguem o suficiente para ir para Nova Orleans, chegando lá, eles cantaram e tiveram uma grande festa, Suggs estava lá a procura deles, eles conseguem fugir, mas ocorre um problema: eles estão sem dinheiro e são despejados na estrada durante a noite. No outro dia, eles vão a pé até uma rodoviária, e Dave descobre que eles não estão em casa e os encontra em um aeroporto, Samantha dá uma bronca no filho e nos esquilos e que estão de castigo. Dave também descobre que os esquilos estão impossibilitados de voar e vão de carro até Miami.
Chegando lá eles se hospedam no hotel, Miles e os esquilos ficam de castigo no quarto enquanto Dave e Samantha vão jantar, ele leva a aliança (que não está lá), a aliança aparece nas mãos de Alvin, Miles fica chateado com isso e sai para a rua com raiva, não percebendo que tem um carro em sua direção, os esquilos salvam sua vida. Suggs chega ao hotel à procura dos esquilos, Alvin dá a aliança a Miles e sai correndo, o agente prende os esquilos no elevador, mas conseguem escapar por cima e Suggs fica preso no elevador. Miles e os esquilos chegam ao restaurante e são barrados, mesmo assim eles conseguem entrar, Miles joga a aliança para Alvin que cai em cima da mesa de Dave, que explica que estava guardando a aliança para um amigo, mas não a mão de Samantha, que fica surpresa e depois chateada.
Os esquilos vão até as esquiletes pedindo ajuda para pedir desculpas a Dave, que aceitam e cantam uma música com Ashley (Bella Thorne) e Dave aceita as desculpas. Na volta pra casa, Dave leva os esquilos a um tribunal para adotá-los, o que deixam todos felizes. Ao chegar em casa, como pai e filhos, Dave vê a casa destruída por outros esquilos que Alvin deixou para substituí-los, fica nervoso e dá seu grito característico com Alvin. A cena final é que o agente Suggs foi libertado do elevador e é retirado do hotel por seguranças.

## Elenco

### Original
- Jason Lee como David "Dave" Seville[8]
- Tony Hale como James Suggs[9]
- Kimberly Williams-Paisley como Samantha[8]
- Josh Green como Miles
- Bella Thorne como Ashley Grey[10]
- Justin Long como Alvin Seville[8]
- Matthew Gray Gubler como Simon Seville[8]
- Jesse McCartney como Theodore Seville[8]
- Kaley Cuoco como Eleanor Miller
- Anna Faris como Jeanette Miller
- Christina Applegate como Brittany Miller
- Laura Marano como Babá
- RedFoo como DJ na festa/ele mesmo
- Eddie Steeples como Barry

### Portugal
A dobragem portuguesa contou com as vozes de Mário Santos, Rui Santos, Rui Oliveira, Jorge Pauperio, Pedro Manana, Isabel Queirós, Jorge Ramalho, Vânia Pereira e Isabel Carvalho.

## Produção
Em junho de 2013, a 20th Century Fox anunciou que a quarta sequela, Alvin e os Esquilos 4, seria lançada em 11 de dezembro de 2015. Em agosto de 2014, Randi Mayem Singer assinou o contrato para escrever o guião do quarto filme. Em 18 de dezembro de 2014, foi anunciado que Walt Becker assinou o contrato para realizar o filme e que a quarta adaptação cinematográfica intitulada Alvin and the Chipmunks: The Road Chip, seria lançada em 23 de dezembro de 2015. Em fevereiro de 2015, Tony Hale foi escalado para o elenco do filme. Em 10 de março de 2015, Kimberly Williams-Paisley foi escalada ao elenco do filme. Em 23 de março de 2015, foi anunciado que Bella Thorne tinha sido escalada ao elenco. As filmagens foram iniciadas em 16 de março de 2015 e terminadas em 20 de maio de 2015.

## Trilha sonora
- Juicy Wiggle (Munk Remix) - Redfoo (feat. The Chipmunks)
- Conga - The Chipmunks
- Oh My Love - The Score
- South Side - The Chipmunks
- Iko Iko - The Chipmunks
- Uptown Funk - The Chipmunks
- Geronimo - Sheppard
- Turn Down for What - The Chipmunks
- Home - The Chipmunks & The Chipettes

## Nota
- A Canção "Home" possui vários idiomas no filme, por exemplo, em português Brasileiro é "Você é meu Lar", em espanhol é "Tu Eres mi Hogar", em Português de Portugal é "És o meu lar" entre outros

## Reconhecimentos
- 2016 Kids' Choice Awards: Filme Animado Favorito (indicado)
- 2016 Kids' Choice Awards: Voz de Filme Animado Favorita (indicado)
- 2016 Framboesa de Ouro: Pior Remake ou Sequência (indicado)
- 2016 Framboesa de Ouro: Pior Atriz Coadjuvante (vencedor)